# Lagynogaster bicolor
Lagynogaster bicolor là một loài ruồi trong họ Asilidae. Lagynogaster bicolor được Shi miêu tả năm 1993. Loài này phân bố ở miền Ấn Độ - Mã Lai.